# Saint-Pierre-d’Arthéglise
Saint-Pierre-d’Arthéglise – miejscowość i gmina we Francji, w regionie Normandia, w departamencie Manche.
Według danych na rok 1990 gminę zamieszkiwały 142 osoby, a gęstość zaludnienia wynosiła 26 osób/km² (wśród 1815 gmin Dolnej Normandii Saint-Pierre-d’Arthéglise plasuje się na 744. miejscu pod względem liczby ludności, natomiast pod względem powierzchni na miejscu 844.).